# Saltos del Guairá
Los Saltos del Guairá (en portugués: Salto das Sete Quedas, que se traduce como: Salto de las Siete Caídas)   era la mayor cascada de agua del río Paraná hasta su desaparición en 1982 con la construcción de la represa hidroeléctrica de Itaipú. Sin embargo, en ocasiones, aún se logra ver parte de las cascadas.
Con un volumen estimado de 49 000 m³/s, estas cataratas eran las mayores del mundo, las dieciocho caídas que sumaban estos saltos transportaban el doble de volumen de agua que las cataratas del Niágara o doce veces más que las cataratas Victoria. Las cataratas se formaban en un punto donde el río Paraná era forzado a atravesar un angosto cañón, aguas abajo de la baja sierra de Iguatemy que es un ramal oriental  de la sierra de Maracayú; el río se angostaba desde un ancho de unos 381 m a apenas 61 m. Este conjunto constaba de un total de dieciocho cataratas; las siete mayores le daban su nombre portugués. Además, había cientos de saltos menores. La mayor de las cataratas tenía una altura de 40 m. Para las embarcaciones que remontaban el río Paraná desde los puertos del sur o desde el océano Atlántico, los saltos del Guairá eran el límite septentrional de navegación.
En castellano recibe el nombre de la antigua región ubicada al este del Paraná (hoy estado de Paraná) llamado El Guayrá.